# Distretto di Khan Char Bagh
Il distretto di Khan Char Bagh è un distretto dell'Afghanistan appartenente alla provincia del Faryab. Viene stimata una popolazione di 22.500  abitanti (dato 2012-13).